# Rituel in memoriam Bruno Maderna
Pour les articles homonymes, voir In memoriam.

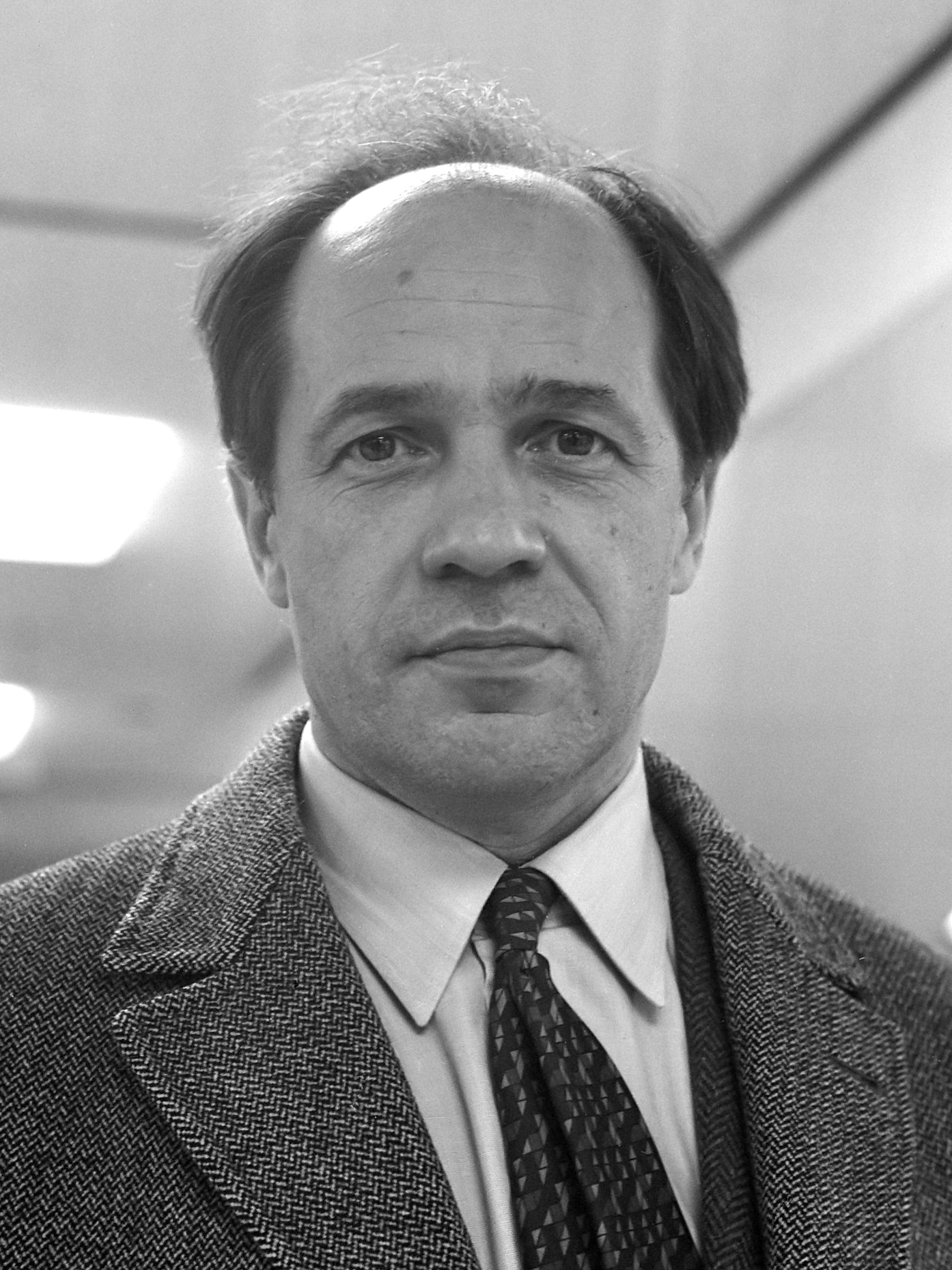
Pierre Boulez, compositeur français, était un grand ami de Bruno Maderna (photo datant de février 1968).

Rituel in memoriam Bruno Maderna (1974–75) est une œuvre de Pierre Boulez écrite pour ensemble orchestral divisé en huit groupes. 
Bruno Maderna, compositeur italien, était un ami de longue date de Pierre Boulez. Ils se connaissaient au moins depuis 1958 puisqu'ils avaient dirigé ensemble deux des trois groupes orchestraux pour l'exécution de Gruppen de Karlheinz Stockhausen. Boulez avait dirigé à plusieurs reprises des œuvres de son ami.
L'œuvre a été écrite peu après la mort de Bruno Maderna, survenue le 13 novembre 1973. Boulez décrit sa partition comme une cérémonie de mémoire, dans lequel il y a de nombreuses répétitions des mêmes formules, avec un profil et une perspective en constant changement. 
L'œuvre utilise huit groupes de musiciens (avec à chaque fois, différents instruments), séparés spatialement, en référence à plusieurs partitions de Maderna procédant de même (Quadrivium, 1969). Chaque groupe est dirigé par un percussionniste (un neuvième percussionniste étant inclus dans le dernier ensemble), doté d'instruments variés, qui impulse un tempo individualisé, donnant ainsi une indépendance rythmique à chaque ensemble, le tout étant dirigé par le chef d'orchestre La disposition optimale, d'après Boulez, est de mettre ainsi le public au centre des différents groupes.
La création a eu lieu à Londres, le 2 avril 1975. L'orchestre symphonique de la BBC était placé sous la direction du compositeur. Son exécution demande environ un peu moins d'une demi-heure. L'œuvre a été enregistrée un an plus tard par les mêmes interprètes. 
Boulez fonde essentiellement la structure tonale de Rituel sur un ensemble de sept notes correspondant aux sept lettres du nom « Maderna ».